# KZ-Außenlager Augsburg-Pfersee

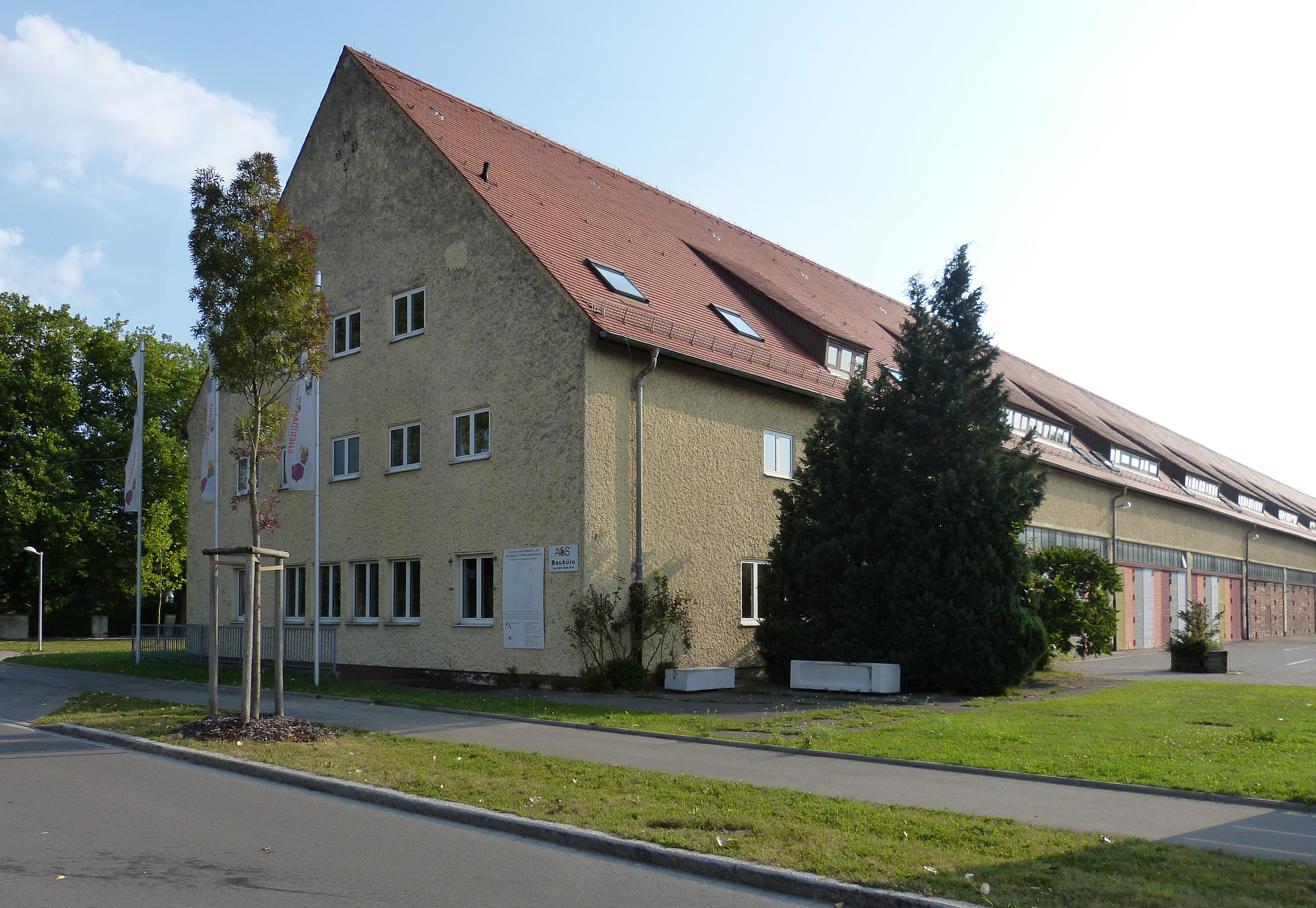
Ehemaliges KZ-Außenlager Augsburg-Pfersee (Foto 2016)

Das KZ-Außenlager Augsburg-Pfersee war ab April 1944 eines der 169 Außenlager des Konzentrationslagers Dachau, mit der Funktion als Hauptaußenlager für den KZ-Außenlagerkomplex Schwaben der Messerschmitt AG. Jeweils 1500 bis 2000 Männer waren für die Flugzeugproduktion interniert, hunderte starben.
Unabhängig vom Lagerkomplex dieses Außenlagers befand sich in Augsburg im Bereich des heutigen Gewerbehofes Ulmerstraße auch das KZ-Außenlager Augsburg-Kriegshaber der Michel-Werke mit 500 inhaftierten Jüdinnen, sowie ein KZ-Bombensuchkommando mit drei Einsatzgruppen zu je sechs KZ-Häftlingen.

## KZ-Außenlagerkomplex Schwaben (Messerschmitt)

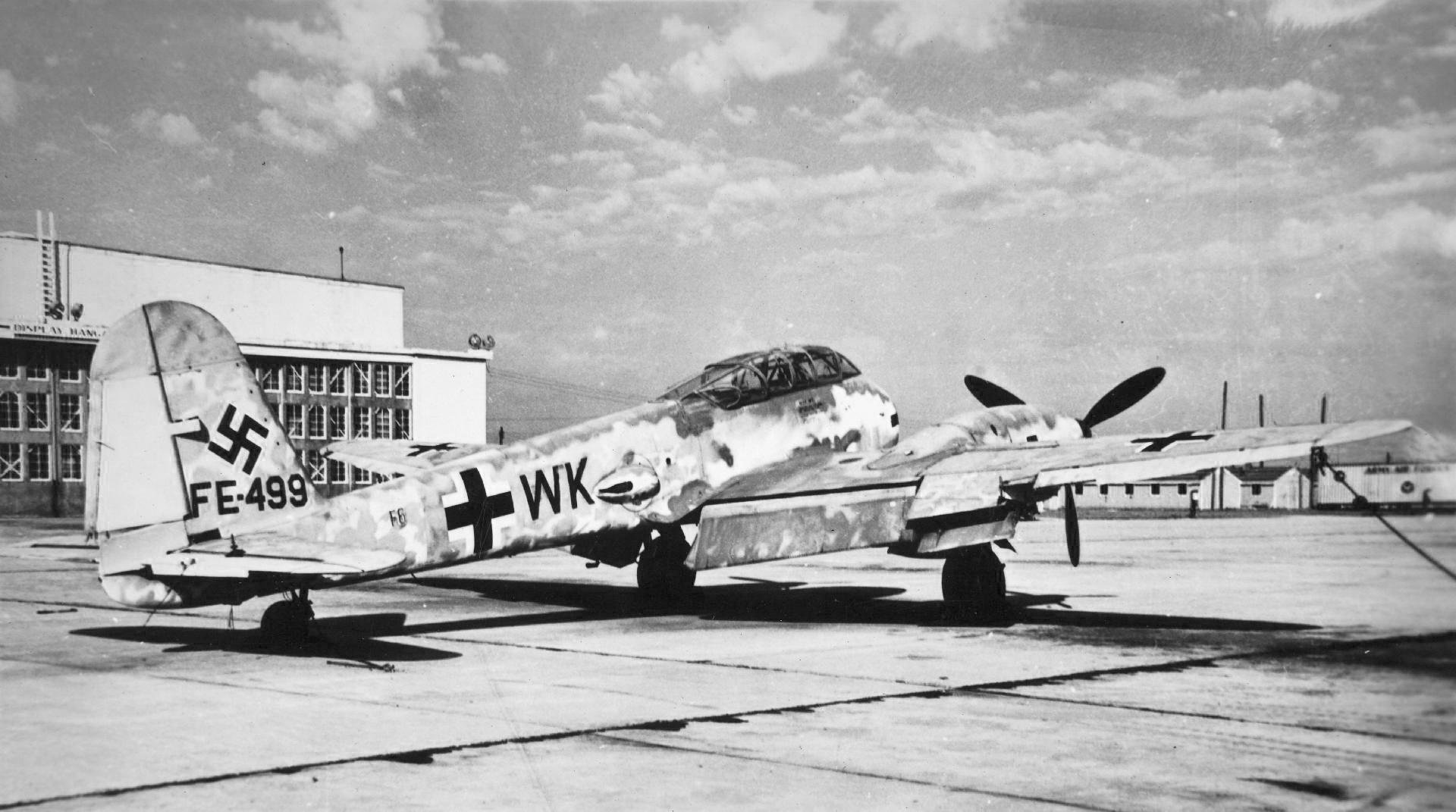
Die Häftlinge mussten für die Produktion dieser Messerschmitt Me 410 arbeiten.

In den 1930er Jahren wurden in Augsburg zur Kriegsvorbereitung sieben Wehrmachtskasernen gebaut. Zur Zeit des Nationalsozialismus war Augsburg zudem ein Zentrum der Rüstungsindustrie, wie der Maschinenfabrik Augsburg-Nürnberg (MAN) oder der Messerschmitt AG, die hier ab 1943 allein 31 Produktionsbetriebe und 18 Materiallager hatte, mit steigendem Anteil an Zwangsarbeitern. Vorläufer des KZ-Außenlagers Augsburg-Pfersee war von Februar 1943 bis zu seiner endgültigen Zerstörung im April 1944 das KZ-Außenlager Augsburg-Haunstetten.
Dem Hauptaußenlager Augsburg-Pfersee unterstanden die drei weiteren Lager des KZ-Außenlagerkomplexes Schwaben:
- KZ-Außenlager Gablingen ab Januar 1944,[1]
- KZ-Außenlager Bäumenheim ab Sommer 1944,
- KZ-Außenlager Horgau ab September 1944, bis Februar 1945 noch als KZ-Außenkommando – die Häftlinge übernachteten solange im Hauptlager Augsburg-Pfersee.

Ab Februar 1945 unterstand das KZ-Außenlager Burgau ebenfalls dem Augsburger Lagerführer. Dieser Lagerkomplex stand zu einigen KZ-Außenlagern der Messerschmitt AG in enger Verbindung, dem KZ-Außenlager Lauingen, Kottern-Weidach, Fischen sowie dem Außenlager Leonberg des KZ Natzweiler-Struthof. Zur Messerschmitt AG gehörten zudem das KZ-Außenlager Landsberg (Penzing) und das KZ-Außenkommando Seehausen am Staffelsee.

## Hauptaußenlager Augsburg-Pfersee
Nach erster Zerstörung des KZ-Außenlagers Augsburg-Haunstetten am 13. April und endgültig am 25. April 1944 wurden die Häftlinge erst provisorisch untergebracht und dann auf andere Lager verteilt. Am 27. April wurde das KZ-Außenlager Augsburg-Pfersee in der langgezogenen Kraftwagenhalle der damaligen Luftnachrichtenkaserne Augsburg (unter US-Besatzung nach 1945 „Sheridan-Kaserne“), die Ende der 1930er Jahre für die nationalsozialistische Wehrmacht errichtet worden war, mit 5000 Quadratmetern Nutzfläche.
Hinter den großen Toren der heutigen „Halle 116“ war jeweils ein Häftlingsblock interniert, insgesamt zwischen 1500 und 2000 Männer. Die meisten waren politische Gefangene, hinzu kamen „Arbeitsscheue“, „Polizeiliche Sicherheitsverwahrte“, „Bibelforscher“, „Zigeuner“, Homosexuelle und Juden, aus allen besetzten Staaten Europas, etwa 35 % aus Russland und 25 % aus Polen. Die Häftlinge wurden von der Messerschmitt AG speziell entsprechend ihren Qualifikationen angefordert, die Hälfte war keine 25 Jahre alt, nur 10 % waren älter als 45 Jahre. Arbeitsunfähige Gefangene wurden durch frische aus dem KZ Dachau ausgetauscht, bei jüdischen fand der Austausch davon abweichend mit dem KZ-Außenlagerkomplex Kaufering statt, wo systematisch „Vernichtung durch Arbeit“ betrieben wurde.
Hinter dem westlichsten Tor war das Krankenrevier. In den angrenzenden acht Blöcken schliefen die KZ-Häftlinge in drei- bis vierstöckigen Betten, ganz hinten jeweils abgetrennt Blockälteste und Kapos. Hinter dem östlichsten Tor waren die Funktionshäftlinge mit Lagerältestem und Lagerschreiber untergebracht. Davor wurde auch der Galgen aufgestellt, die Strafen vollzogen, Gefangene auf dem „Bock“ ausgepeitscht. Die Zahl der Hinrichtungen und durch Misshandlungen Verstorbenen ist unbekannt. Im östlichen Kopfbau befanden sich Küche und Magazin, die Sanitäreinrichten hingegen in Holzhütten nördlich der Halle.
Südlich, vor den zehn Toren, befand sich der mit Stacheldraht umzäunte betonierte Appellplatz, am östlichen Ende war das Lagertor. Zwangsarbeiter wie KZ-Häftlinge durften bei Bombenangriffen nicht in Schutzräume fliehen.

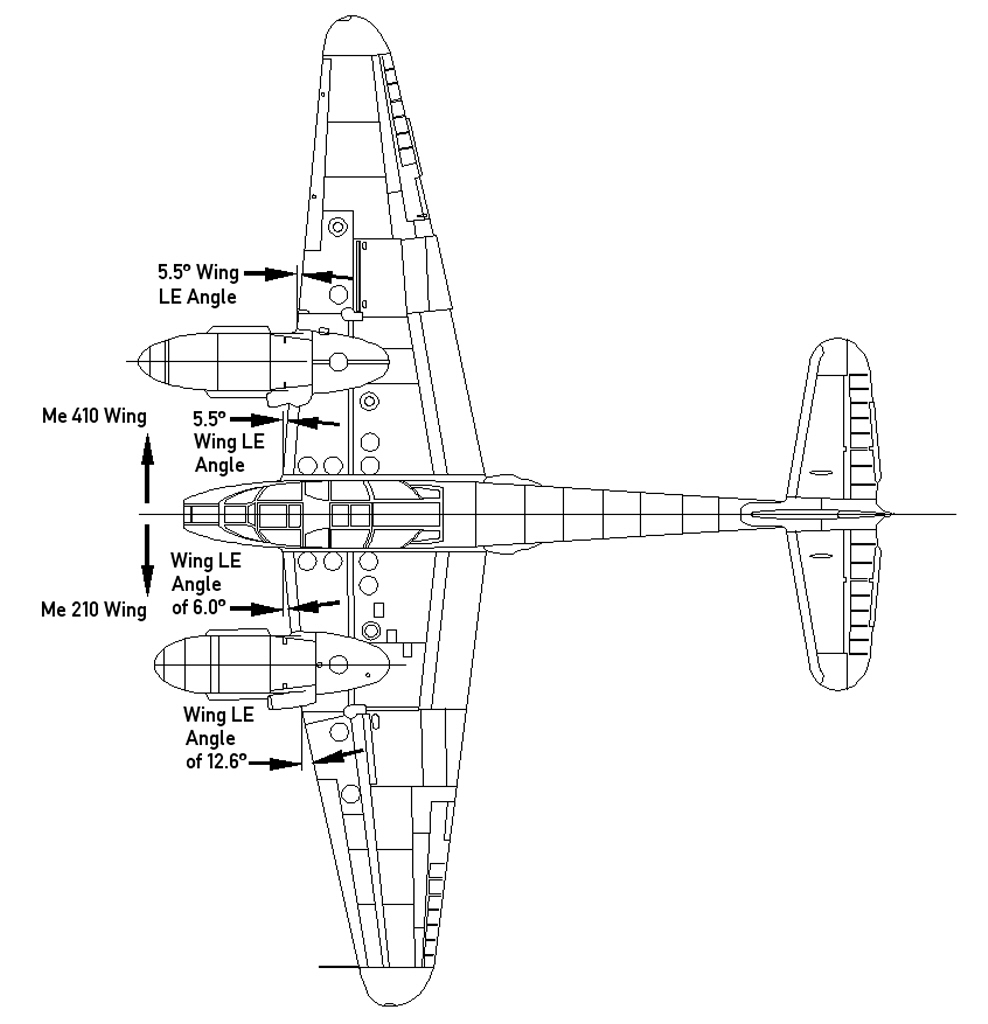
Vergleich Me 410 mit dem Vorläufermodell Me 210

Der Großteil der KZ-Häftlinge musste in den sechs Kilometer entfernten Fabriken der Messerschmitt AG in Haunstetten und Horgau arbeiten, täglich zwölf Stunden in Wechselschicht. Produziert wurden so die Flugzeuge Messerschmitt Me 210 und der Nachfolger Me 410 sowie Teile für andere Modelle wie die Me 262. Für deren Herstellung wurden zeitgleich Fabrik-Großbunker im Bereich Kaufering und Mühldorf errichtet, mittels Vernichtung durch Arbeit.
Nur 81 Verstorbene des KZ-Außenlagers sind über Friedhofsakten direkt nachzuvollziehen. Hinzu kommen viele derjenigen, die wegen Arbeitsunfähigkeit ins KZ Dachau oder den Außenlagerkomplex Kaufering überstellt wurden. Für die KZ-Außenlager Augsburg-Haunstetten und -Pfersee zusammen sind vor Ort 236 Verstorbene nachweisbar, zudem 158 ins KZ Dachau überstellte, die erst dort verstarben. Hinzu kommen 45 nicht identifizierte Tote auf dem Westfriedhof Augsburg sowie 43 unklare Fälle.

## Räumung des Lagers
Gegen Kriegsende wurden die KZ-Außenlager geräumt, unter anderem auch nach Augsburg-Pfersee, so das KZ-Außenlager Leonberg. Das Außenlager Augsburg-Pfersee erhielt am 23. April 1945 den Räumungsbefehl und wurde um den 25. April 1945 geräumt. Die Häftlinge wurden hierzu auf einen sogenannten Evakuierungsmarsch in Richtung Süden geschickt. Wie viele Häftlinge von dieser Maßnahme betroffen waren, ist nicht eindeutig dokumentiert. Es gibt Quellen, die behaupten, dass sich rund 600 der insgesamt etwa 1700 Häftlinge auf den Weg machen mussten. Andere Quellen schätzen die Gruppe gar auf 1600 bis 2000 Männer. Zu den Betroffenen zählten Insassen der Halle 116 sowie Zwangsarbeiter aus Lauingen und dem Waldwerk Kuno. Die Häftlinge stammten überwiegend aus Nachbarländern Deutschlands und waren bereits seit längerer Zeit zur Zwangsarbeit verpflichtet worden. Ziel dieser Maßnahme der Nationalsozialisten war es, die Befreiung der Gefangenen zu verhindern und die begangenen Verbrechen zu verschleiern.
Aufgrund ihrer schlechten körperlichen Verfassung starben während des Marsches mehrere Menschen. Im Gegensatz zu anderen Todesmärschen sind für diese Route keine Erschießungen dokumentiert. Die erste Station war die Waldgaststätte in Burgwalden, wo die Häftlinge übernachteten. Am darauffolgenden Tag machte sich die Gruppe früh auf den Weg weiter nach Süden und erreichte Klimmach, wo sie von amerikanischen Truppen am 27. April 1945 befreit wurden. Die stark geschwächten Menschen erhielten zunächst frisches Brot von einer nahe gelegenen Bäckerei und wurden anschließend zur medizinischen Versorgung ins Krankenhaus nach Schwabmünchen gebracht. Dort verstarben 24 der befreiten Häftlinge (andere Quellen sprechen von 26 Verstorbenen) an den Folgen ihrer Mangelversorgung. Ihre Gräber befanden sich zunächst auf dem sogenannten Ausländerfriedhof beim Wasserturm. Später wurden die Toten auf KZ-Friedhöfe umgebettet.

## Juristische Aufarbeitung
In den 1970er Jahren wurde von der Zentralen Stelle der Landesjustizverwaltungen Ludwigsburg ermittelt, das Verfahren ergebnislos eingestellt.

## Nachnutzung und Gedenken
In Augsburg gab es 2014 keine originär militärischen Einrichtungen mehr. Das KZ-Außenlager fand bis 1998 seine Nachnutzung als Werkstatt der Sheridan-Kaserne der US-Armee. Danach war das Gebäude ohne Verwendung und der Öffentlichkeit nicht zugänglich. Spätestens seit 2005 bemühte sich eine örtliche Initiative um die Erhaltung der Halle und die Einrichtung eines Gedenkortes. Im Oktober 2023 eröffnete die Stadt Augsburg in der sogenannten Halle 116 einen zeitgeschichtlichen Erinnerungs- und Lernort. Eine Dauerausstellung beschäftigt sich dort auf einer Fläche von 600 m² mit der Zeitgeschichte Augsburgs (in drei Teilen: Nationalsozialismus in Augsburg; KZ- und Zwangsarbeit; Nachkriegszeit, US-amerikanische Präsenz und Friedensstadt).
Die Messerschmitt AG fusionierte 1968 zur Messerschmitt-Bölkow GmbH, ein Jahr später zur Messerschmitt-Bölkow-Blohm GmbH. Diese wurde 1989 durch die DASA übernommen, diese ging 2000 in EADS auf, seit 2014 unter dem Namen Airbus SE.

### Ehrenmal auf dem Westfriedhof Augsburg

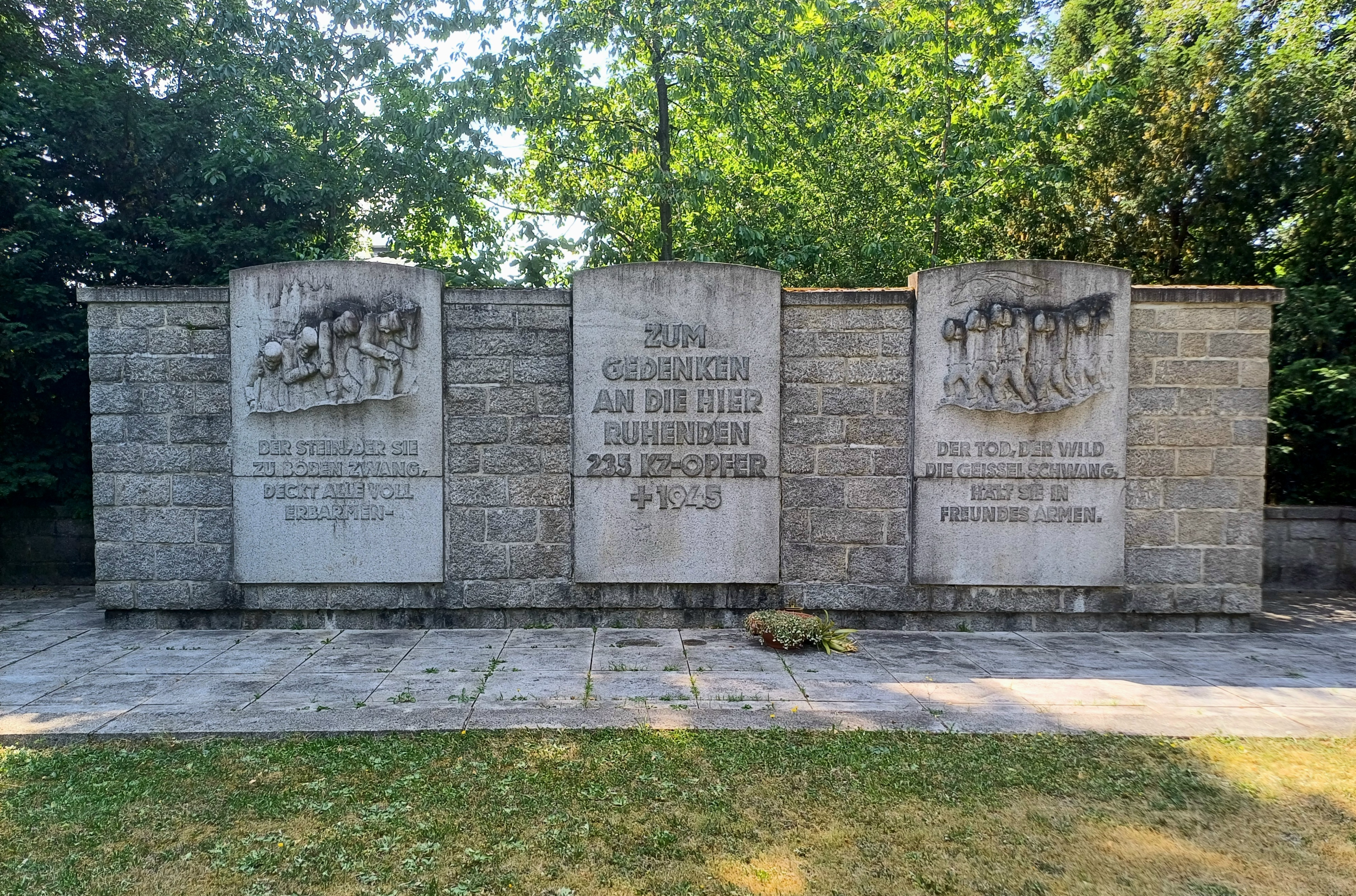
Gedenkstein KZ-Ehrenhain auf Westfriedhof Augsburg

Das Ehrenmal auf dem Westfriedhof Augsburg für die hier bestatteten KZ-Todesopfer und andere Häftlinge trägt auf drei Tafeln die Inschrift von links nach rechts:
Der Stein, der sie / zu Boden zwang,

deckt alle voll / Erbarmen -
Zum / Gedenken / an die hier

ruhenden / 235 KZ-Opfer

† 1945
Der Tod, der wild / die Geissel schwang,

hält sie in / Freundes Armen.

### Gedenktafel in Klimmach
Die Gedenktafel in Klimmach trägt die Inschrift:
Hier endete in den / letzten Kriegstagen im

April 1945 der / Evakuierungsmarsch

aus der Aussenstelle / Augsburg-Pfersee des

Konzentrationslagers / Dachau

Zum Gedenken und zur Mahnung

1995 Landkreis Augsburg